# إحسان عبدي
إحسان عبدي (26 يونيو 1986 بإيران - ) هو لاعب كرة قدم إيراني في مركز الوسط. لعب مع نادي ألومينيوم هرمزغان ونادي مس كرمان ونادي نساجي مازندران ونادي نفط مسجد سليمان.

## وصلات خارجية
- إحسان عبدي على موقع قاعدة بيانات كرة القدم.إي يو (الإنجليزية)
- إحسان عبدي على موقع Soccerway.com (الإنجليزية)